# Портрет Яна де Лейва
«Портрет Яна де Лейва» (нидерл. Portret van Jan de Leeuw) — картина фламандского живописца Яна ван Эйка (ок. 1390—1441). Написана примерно в 1436 году. Хранится в Музее истории искусств, Вена (инвент. номер GG 946).

## Описание
На портрете изображен Ян де Лейв, ювелир из Брюгге. Интимность его портрета предполагает, что ван Эйк и де Лейв вращались в одних кругах и хорошо знали друг друга. Ювелир одет в черный жакет, отороченный мехом, и в черный головной убор. Распределение света и тени на лице де Лейва выписаны с большой тщательностью. Взгляд персонажа направлен прямо на зрителя. Он держит в правой руке кольцо с драгоценным камнем, что свидетельствует о его виде деятельности. Впрочем, этот жест может иметь двойное значение, поскольку кольцо было неотъемлемым атрибутом обручальных портретов. Художник использовал силу своего художественного мастерства: на картине левая рука изображена лежащей с внутренней стороны рамы, а права выступает из пространства изображения извне.
Внутренняя рама — рельефная и сильно выделяется на фоне портрета своим светлым цветом. Внешняя рама расписана под бронзу и выглядит гладкой. По краям рамы находится надпись на фламандском языке: «Ян де [Лейв], который впервые открыл свои глаза в праздник Святой Урсулы [21 октября], 1401 года. Теперь Ян ван Эйк написал его портрет, вы видите, когда он начал. 1436». Фамилия де Лейв заменена значком в виде золотого льва, который также указывает на вид деятельности изображенного на портрете персонажа. Одни буквы надписи вырезаны на раме, тогда как другие рельефно из нее выступает. Этот прием служит разгадкой скрытой в надписи загадки: двойной хронограммы, которая, при соединении рельефно выступающих букв, снова образует даты 1401 и 1436. Поэтому, возраст де Лейва на портрете — примерно 35 лет.
Картина находится в коллекции с 1783 года.